# 5Y busz (Szekszárd)
A szekszárdi 5Y buszjárat Autóbusz-állomás és Baranya-völgy kapcsolatát látta el. 3 járat indult munkanapokon melyek az Otthon utca, vegyesbolt betéréssel közlekedtek. Ez a járat kötötte össze a belvárost a Baka István általános iskolával és a Baranya-völgyi tanyavilággal. A járat csak egy irányba közlekedett, Baranya-völgyből vissza irányba csak 5-ös jelzéssel indultak jártatok. Elsősorban a tanyákon élők, a pince és szőlőbirtokosok közkedvelt járata volt.
A járat 2009. március 15-től 2022. augusztus 26-ig közlekedett.

## Útvonala
| Autóbusz-állomás → Nyomda → Csatári Üzletház → Otthon utca → Baranya-völgy                                                                               |
| --- |
| Autóbusz-állomás – Szent István tér – Széchenyi utca – Béri Balogh Ádám utca – Csatári torok – Otthon utca – Iván-völgy – Csötönyi-völgy – Baranya-völgy |

## Megállóhelyei
| 0  | Autóbusz-állomás        | 0  |                                    | Szekszárd Helyközi autóbusz-állomás |
| 1  | Szent István tér        | 2  | 1, 4, 4A, 4Y, 5, 6, 7, 7A, 7B      |                                     |
| 2  | Nyomda                  | 4  | 5, 6, 8, 8A, 88, 89, 9, 9Y, 98     |                                     |
| 3  | Kórház                  | 6  | 4Y, 5, 6, 8, 8A, 88, 89, 9, 9Y, 98 |                                     |
| 4  | Bakta köz               | 7  | 4Y, 5, 6, 8, 8A, 88, 89, 9, 9Y, 98 |                                     |
| 5  | Alsóvárosi temető       | 8  | 4Y, 5, 6, 8, 8A, 88, 89, 9, 9Y, 98 |                                     |
| 7  | Csatári Üzletház        | 11 | 5, 6, 8, 8A, 88, 89                |                                     |
| 8  | Csatár, harangláb       | 12 | 5, 6, 8, 8A                        |                                     |
| 9  | Otthon utca             | 13 | 6, 8, 8A                           |                                     |
| 9  | Otthon utca, vegyesbolt | 14 | 6, 8, 8A                           |                                     |
| 9  | Csatár, kerámia         | 17 | 5                                  |                                     |
| 10 | Iván-völgy              | 18 | 5                                  |                                     |
| 11 | Porokoláb-völgy         | 20 | 5                                  |                                     |
| 12 | Csötönyi-völgy          | 22 | 5                                  |                                     |
| 13 | Faluhely dűlő           | 23 | 5                                  |                                     |
| 14 | Baranya-völgy           | 24 | 5                                  |                                     |